# Sophie Barjac
Sophie Barjac (Bourges, Centre – Val de Loira, 24 de març de 1957) és una actriu francesa de teatre, cinema i televisió. Tot i que la majoria de la seva feina és en llengua francesa (p. ex., Holiday Hotel), Barjac ocasionalment ha actuat en llengua anglesa: la sèrie televisiva canadenca Bordertown (1988-1990) i la coproducció belga i polonesa Alice (1981).

## Filmografia
Filmografia:

### Cinema
- 1974: Isabelle devant le désir de Jean-Pierre Berckmans: Séverine
- 1975: Les petites angleses (À nous les petites Anglaises), de Michel Lang: Véronique
- 1976: Le Graphique de Boscop, de Georges Dumoulin i Sotha Dumoulin: la rossa del xou
- 1976: Dis bonjour à la dame, de Michel Gérard
- 1977: L'Hôtel de la plage, de Michel Lang: Catherine Guedel
- 1982: Alicja, de Jacek Bromski i Jerzy Gruza
- 1983: La Fiancée qui venait du froid, de Charles Némès: Anne
- 1984: L'Amour en douce, d'Édouard Molinaro: Jeanne Delmas
- 1987: Lévy et Goliath, de Gérard Oury: Brigitte
- 1992: Quidam, de Sophie Deflandre
- 2007: Contre-enquête, de Franck Mancuso: la jutgessa Arcaro
- 2008: Nés en 68, d'Olivier Ducastel i Jacques Martineau: la mare de Catherine

### Televisió i ràdio
- 1975: Le Cercle étroit, de Paul Roland: Janecis Hartmann
- 1976: Commissaire Moulin (episodi 1.1: Ricochets): Joëlle
- 1976: Anne jour après jour: Anne
- 1977: Cinq à sec de Michel Fermaud: Florence
- 1977: Henri IV de Paul Planchon: Gabrielle D'Estrées
- 1977: Le Petit théâtre d'Antenne 2 (episodi: L'incompris de Michel Hermant)
- 1982: La Tribu des vieux enfants
- 1983: La Chambre des dames, de Yannick Andréi: Florie
- 1986: Maestro ma non troppo, de Serge Korber: Rose
- 1986: La Dame des dunes, de Joyce Buñuel: Anne-Marie
- 1988: The Man Who Lived at the Ritz, de Desmond Davis
- 1988: Bordertown també titulada Les Deux font la loi, de Didier Albert: Dra. Marie Dumont
- 1989: Le Masque, de Jacques Cornet i Marc Lobet (episodi: Meurtre sur un plateau, de Marco Zerla: Corinne)
- 1989: Le Retour d'Arsène Lupin, de Jacques Besnard i Michel Boisrond (episodi: Le Triangle d'or, de Philippe Condroyer: Coralie Suarès)
- 1990: Maguy (episodi: L'espion qui venait d'en face)
- 1992: Le Fils d'un autre, de Michel Lang: Brigitte Blancvillain
- 1992: Les Deux font la loi: Doctora Marie Dumont
- 1994: Madame le Proviseur (episodis 1 a 3: Marianne)
- 1998: L'Instit (episodi L'enfant caché): Agnės
- 1998: Pour mon fils, de Michaëla Watteaux: la psicòloga
- 1998: Docteur Sylvestre (episodi Zone dangereuse), de Laurence Bachmann: l'alcaldessa
- 1998: La Clef des champs: Sandrine Crozade
- 2003: La Crim: Madame la substituta
- 2004: Les Enquêtes d'Éloïse Rome (episodi 6): Martine Vallé
- 2005: PJ (temporada 9, episodi 3): Rachel
- 2006: Diane, femme flic (episodi 5): la mare de Romain
- 2006: Fabien Cosma (episodi 1): la rossa
- 2007: La Prophétie d'Avignon: Dany Royal
- 2010 - 2012: La Nouvelle Maud: Mauricette Mouchet
- 2011: Le vernis craque, de D. Jeanneau
- 2011: Boulevard du Palais, Fou à délier: la jutgessa de menors
- 2012: Clem - Haut les cœurs!, de Joyce Buñuel
- 2014: Conseil de famille, de Christian Morel de Sarcus: la mare

## Teatre
- 1985: Cyrano de Bergerac, d'Edmond Rostand, posada en escena: Jean-Claude Drouot, M. C. Reims, Roxane
- 1986: Les Brumes de Manchester, de Frédéric Dard, posada en escena: Robert Hossein, Théâtre Marigny
- 1987: Les Brumes de Manchester, de Frédéric Dard, posada en escena: Robert Hossein, Théâtre de Paris
- 1988: Good, de Cecil P. Taylor, posada en escena: Jean-Pierre Bouvier, Théâtre de la Renaissance
- 1992: Les Prodiges, de Jean Vauthier, posada en escena: Marcel Maréchal, Théâtre de la Criée
- 1993: Les Prodiges, de Jean Vauthier, posada en escena: Marcel Maréchal, Théâtre national de la Colline
- 1995: Le Radeau de la Méduse, de Roger Planchon, posada en escena de l'autor, TNP Villeurbanne
- 1997: Le Radeau de la Méduse, de Roger Planchon, posada en escena de l'autor, Théâtre national de la Colline
- 2000: Le Chant du crapaud, de Louis-Charles Sirjacq, posada en escena: Julian Negulesco, Théâtre de Poche Montparnasse
- 2005: Célébration, de Harold Pinter, posada en escena: Roger Planchon, Théâtre du Rond-Point
- 2006: La Langue de la montagne i Le Temps d'une soirée, de Harold Pinter, posada en escena: Roger Planchon, Théâtre Gobetti Turin
- 2007: Poker, de Jean Cassiès, posada en escena: Sonia Vollereaux, Comédie de Paris
- 2009: The Servant, de Daniel Charlier i Jean-Pierre Bélissent, posada en escena: Daniel Charlier, Théâtre des Martyrs à Bruxelles
- 2012: Les Liaisons Dangereuses, de Choderlos de Laclos, posada en escena: John Malkovich, Théâtre de l'Atelier
- 2015: Le Système, d'Antoine Rault, posada en escena: Didier Long, Théâtre Antoine